# Yunus Akgün
Yunus Akgün (* 7. Juli 2000 in Istanbul) ist ein türkischer Fußballspieler. Er steht bei Galatasaray Istanbul unter Vertrag.

## Karriere

### Verein
Akgün kam mit Elf Jahren in die Jugend von Galatasaray Istanbul. Nach sechs Jahren in der Jugend der Gelb-Roten, unterschrieb Akgün einen Profivertrag mit einer Laufzeit von drei Jahren. In seiner ersten Saison bei der ersten Mannschaft kam er in der Süper Lig zu keinem Einsatz. Am 5. August 2018 wurde er im Finale des türkischen Supercups gegen Akhisarspor für Fernando eingewechselt.
Sein Debüt in der Süper Lig gab der Außenspieler am 27. August 2018 gegen Alanyaspor, als ihn sein Cheftrainer Fatih Terim in der 83. Spielminute für Henry Onyekuru einwechselte. Eine Minute nach seiner Einwechslung machte Akgün die Torvorlage für das 6:0 von Emre Akbaba. Beim Achtelfinal-Rückspiel des türkischen Pokals gegen Boluspor gelang Akgün ein Hattrick und eine Torvorlage. Das Spiel endete 4:1.
Im November 2019 verlängerte Akgün seinen auslaufenden Vertrag langfristig bis zum Ende der Saison 2023/24. Während der Saison 2020/21 wurde der Mittelfeldspieler an Adana Demirspor verliehen. Am Ende der Saison 2020/21 wurde Akgün mit Adana Demirspor Zweitligameister. Akgün wurde, für den Rest der Saison 2021/22, ein weiteres Mal von Adana Demirspor ausgeliehen. In der Saison 2022/23 gewann Akgün bei Galatasaray zum dritten Mal die türkische Meisterschaft.
Ende August 2023 wurde er an Leicester City verliehen. Leicester bezahlte Galatasaray eine Leihgebühr von 500.000 Euro und hat für den türkischen Spieler eine bedingte Kaufoption in Höhe von neun Millionen Euro.

### Nationalmannschaft
Von 2015 bis 2017 spielte Yunus Akgün für die türkische U-16 und U-17. Im Jahr 2017 nahm Akgün mit der türkischen U-17 an der Weltmeisterschaft und Europameisterschaft teil.
Sein Debüt für die türkische Fußballnationalmannschaft gab Akgün gegen die Färöer am 4. Juni 2022. Akgün wurde in der 80. Spielminute für Cengiz Ünder eingewechselt. Fünf Minuten nach seiner Einwechselung bereitete er das Tor für Merih Demiral zum 4:0 vor.

## Erfolge
Mit Galatasaray Istanbul
- Türkischer Fußballmeister (4): 2018 (ohne Einsatz),  2019, 2023, 2025
- Türkischer Fußballpokal: 2019, 2024/25

Mit Adana Demirspor
- Zweitligameister: 2021